# 少女人形 (伊藤つかさの曲)
「少女人形」（しょうじょにんぎょう）は、1981年9月1日に発売された伊藤つかさのデビュー・シングル。

## 解説
TBS系列のドラマ『3年B組金八先生』（第2シリーズ）で人気スターになった伊藤つかさのデビュー曲。TBS系列の『ザ・ベストテン』では最高4位までランクインしたが、当時伊藤は14歳の中学生で労働基準法に引っ掛かり、当番組には生出演出来なかった。

## 収録曲
- 両楽曲共に、作詞：浅野裕子／作曲：南こうせつ／編曲：船山基紀

1. 少女人形（3分15秒）
2. 童話色（3分14秒）